# Ум-ель-Авсадж
Ум-ель-Авсадж (англ. Um al-'Awsaj, араб. ام العوسج) — поселення в Сирії, що об'єднує невеличку друзьку общину в нохії Ес-Санамейн, яка входить до складу мінтаки Ес-Санамейн у південній сирійській мухафазі Дар'а.